# Jasmin Pllana
Jasmin Pllana (* 6. Jänner 1989) ist ein österreichischer Fußballspieler auf der Position eines Mittelfeldspielers. Aktuell spielt er beim SKU Amstetten. Er hatte bereits einen Einsatz für die SV Ried in der österreichischen Bundesliga.

## Karriere
Pllana begann seine Karriere bei der DSG Union Haid in Oberösterreich. 2003 wechselte er zum FC Waidhofen an der Ybbs, von wo er nach vier Jahren in deren Jugendmannschaft zur SV Ried wechselte. Bereits in der Saison 2007/08 stand er im Kader der ersten Mannschaft, konnte aber keinen Einsatz verbuchen.
Sein Debüt gab er erst am 9. Mai 2009 gegen den SV Mattersburg, als er in der 67. Minute für den Gambier Pa Saikou Kujabi eingewechselt wurde. Das Spiel endete 4:0. Nach weiteren Auftritten bei den Amateuren der Rieder wechselte er im Sommer 2010 zum SKU Amstetten in die niederösterreichische Landesliga.